# Fernando Clavijo Batlle

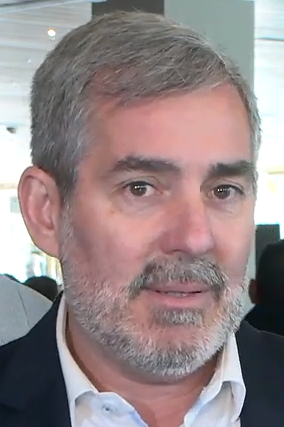
Fernando Clavijo Batlle

Fernando Clavijo Batlle (* 10. August 1971 in San Cristóbal de La Laguna) ist ein spanischer Wirtschaftswissenschaftler, Geschäftsmann und Politiker, der seit 2023 Präsident der Regierung der Kanarischen Inseln ist, ein Amt, das er bereits von 2015 bis 2019 innehatte. Außerdem ist er seit 2020 Generalsekretär der Coalición Canaria.
Er war der Kandidat der Coalición Canaria für den Vorsitz der kanarischen Regierung bei den Regionalwahlen 2015. Nach diesen Wahlen, bei denen seine Koalition 18 Abgeordnete erhielt, und nach einer Koalition mit der PSOE (15 Abgeordnete), wurde er am 9. Juli 2015 Präsident der Regierung der autonomen Region.
Im Jahr 2023 wurde er erneut zum Präsidenten der Kanarischen Inseln gewählt und löste damit Ángel Víctor Torres (PSOE) ab, der von 2019 bis 2023 Präsident der Kanarischen Inseln war.